# Forum Mleczarskie

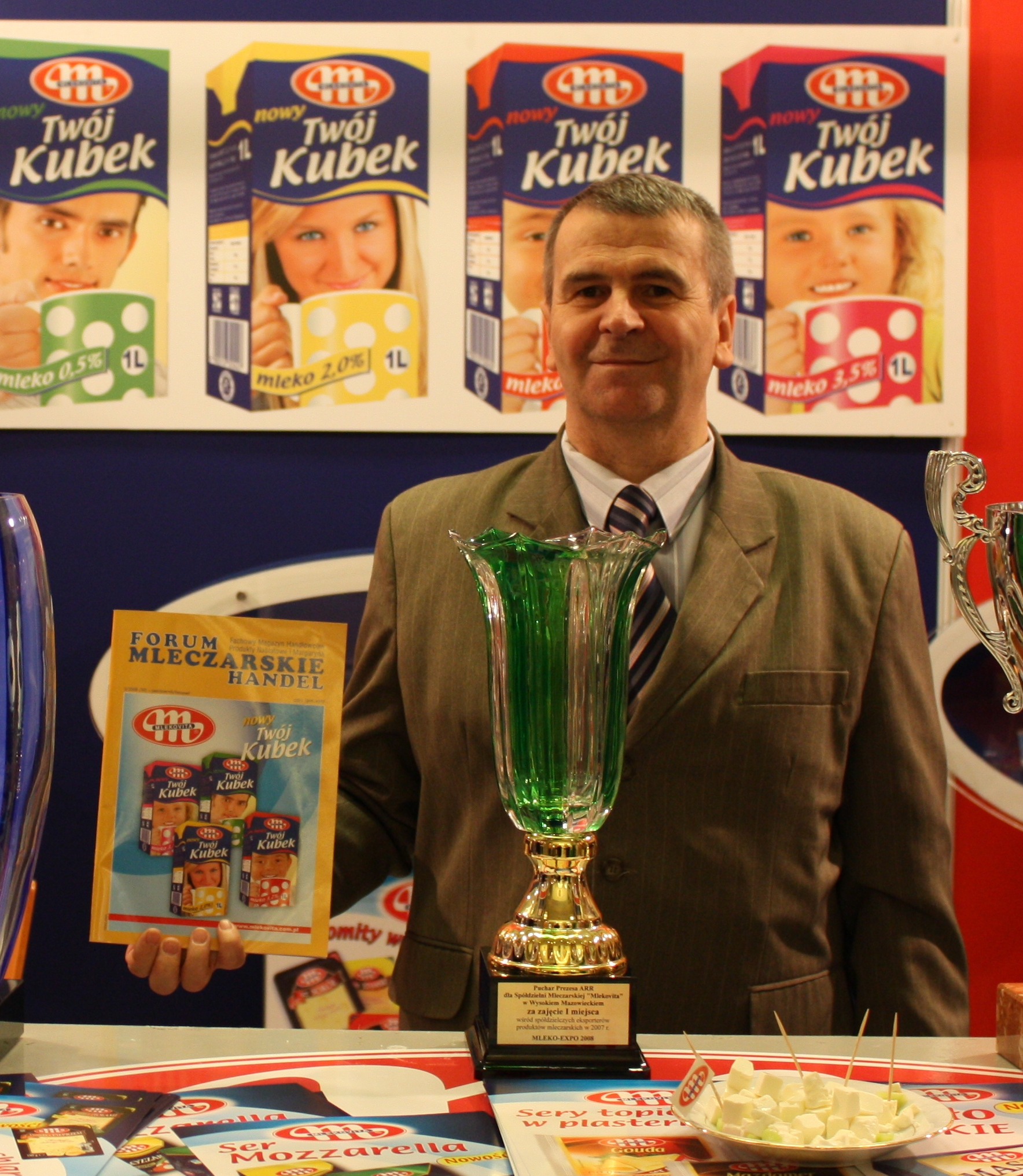
Prezes Grupy Kapitałowej Mlekovita, Dariusz Sapiński po otrzymaniu nagród w konkursie Lider Forum 2008 na Targach Mleko-Expo w Warszawie 13 listopada 2008

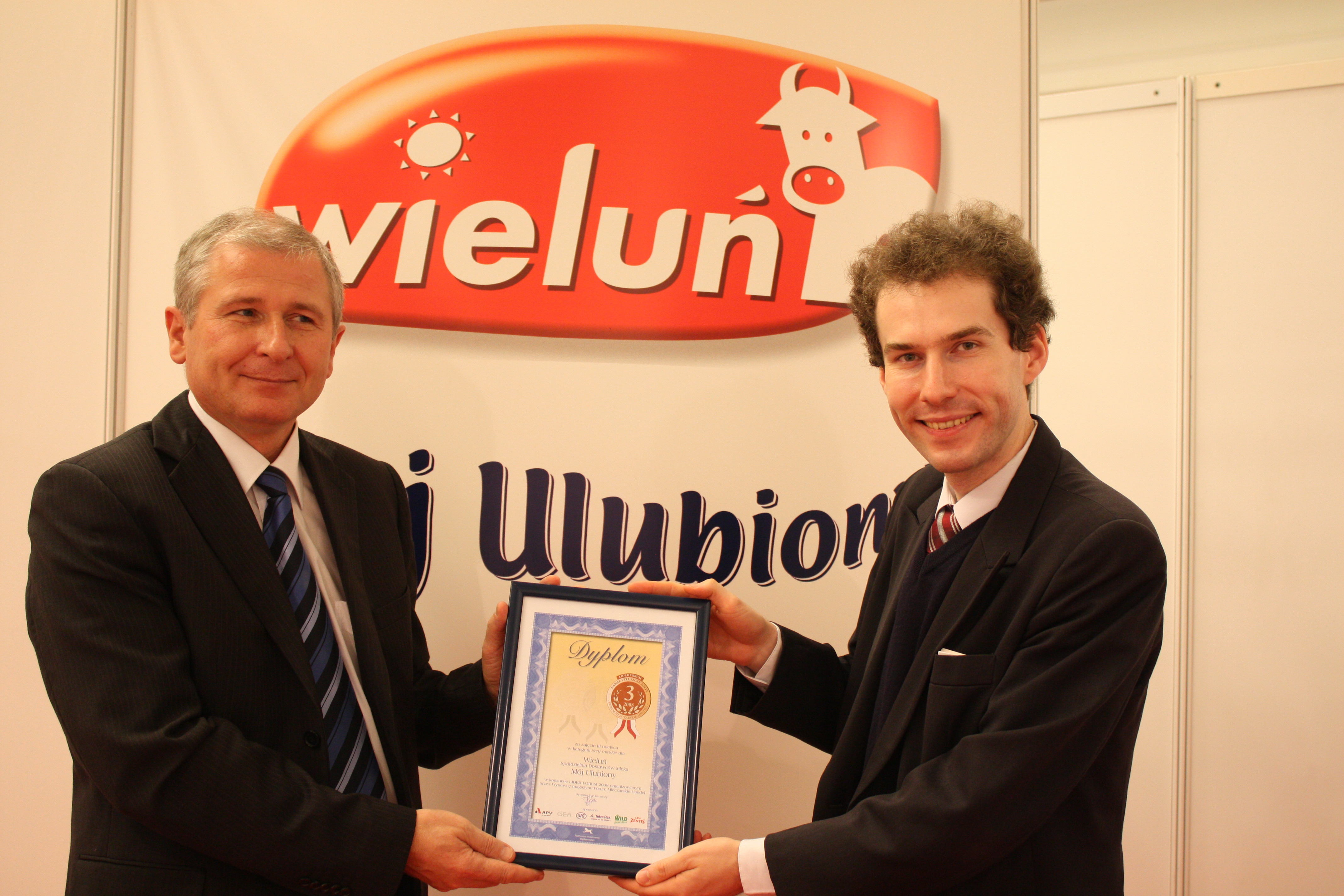
Wiceprezes Zarządu Spółdzielni Dostawców Mleka w Wieluniu Bogdan Woźniak otrzymuje dyplom Lider Forum 2008 z rąk Janusza Górskiego, redaktora naczelnego Forum Mleczarskie Handel

Forum Mleczarskie Handel – polski magazyn branżowy skoncentrowany na handlu produktami nabiałowymi i tłuszczami żółtymi. Dwumiesięcznik, wydawany od 2003 roku. Tytuł zapoczątkował nową grupę magazynów biznesowych skierowanych do wyspecjalizowanych w danej kategorii managerów nowoczesnego handlu w Polsce.

## Pomysł na tytuł
Tytuł powstał i rozwinął się w wyniku przemian w strukturze handlu detalicznego w sektorze FMCG w Polsce począwszy od roku 1995. Małe sklepy spożywcze zostały zastąpione przez nowoczesne sieci detaliczne, które powstały w następstwie zmian w „profesjach” w tej branży: zamiast stanowiska osoby wszechstronnej został stworzony zawód o ściśle określonych funkcjach, czyli kupiec. Ta nowa w Polsce specjalizacja wymagała specyficznej wiedzy biznesowej opartej na branży FMCG.
Czytelnicy „Forum Mleczarskiego Handel” są managerami handlu i sprzedaży (sektor produktów świeżych) w centralach i centrach sprzedaży bezpośredniej oraz w sieciach takich jak: Auchan, Biedronka, Bomi, E.Leclerc, MarcPol, Makro, Piotr i Paweł, Real, Tesco i innych.

## Redaktorzy
Pierwszym redaktorem naczelnym Forum Mleczarskiego był dr inż. Karol Krajewski, adiunkt na Akademii Morskiej w Gdyni, później dyrektor Departamentu Doradztwa, Oświaty Rolniczej i Nauki w Ministerstwie Rolnictwa i Rozwoju Wsi. Obecnym redaktorem naczelnym jest Janusz Górski, który pracując na tym stanowisku od stycznia 2006 roku, uczynił Forum Mleczarskie tytułem dobrze znanym w branży. Nad poziomem merytorycznym opiekę sprawuje Rada Programowa w postaci Antoniego Pluty, kierownika Zakładu Biotechnologii Mleka na Wydziale Technologii Żywności SGGW w Warszawie oraz dr Marii Andrzeja Falińskiego z Polska Organizacja Handlu i Dystrybucji (POHiD).

## Partnerzy

### Organizacje współpracujące
- Krajowy Związek Spółdzielni Mleczarskich Związek Rewizyjny
- Krajowe Stowarzyszenie Mleczarzy
- Związek Prywatnych Przetwórców Mleka
- Polska Organizacja Handlu i Dystrybucji
- Konfederacja Lewiatan, który publikuje materiały Forum Mleczarskiego[4]

### Współpraca redaktorska
- Uniwersytet Warmińsko-Mazurski w Olsztynie
- Szkoła Główna Gospodarstwa Wiejskiego w Warszawie
- Uniwersytet Przyrodniczy w Poznaniu

### Współpraca merytoryczna we współpracy z ośrodkami badań rynku
- Nielsen
- MEMRB
- SMG/KRC (Millward Brown)
- Sparks Polska

### Obecne na
- Mleko-Expo
- Międzynarodowe Targi Poznańskie Polagra-Food
- Targi Mleczarstwa Mleczna Rewia
- Krajowa Ocena Masła i Mlecznych Nowości Rynkowych
- Sympozjum Technika i Technologia w Przemyśle Mleczarskim w Mrągowie
- Forum Spółdzielczości Mleczarskiej

### Patronat mediowy
- kampania Stawiam na mleko[5]
- kampania Pij Mleko
- targi Mleko-Expo

## Lider Forum
Konkurs Lider Forum istnieje od 2005 roku. Jego celem jest wyłonienie najciekawszych, zdaniem handlowców, produktów mleczarskich i tłuszczów żółtych dostępnych na polskim rynku. Ideą konkursu jest zaangażowanie sektora FMCG w kształtowanie trendów rynkowych i promocja artykułów mleczarskich i tłuszczów żółtych.
Odpowiedzialni za te kategorie w sektorze handlu detalicznego managerowie wybierają najlepsze produkty w 15 kategoriach. Najlepsi producenci są nagradzani replikami złotych, srebrnych i brązowych medali.
Produkty biorące udział w konkursie muszą być dopuszczone do obrotu i być dostępne w handlu detalicznym i hurtowym przed 1 marca danego roku. Nagroda jest dobrze znana i wielu zwycięskich producentów używa logo konkursu do promocji swych produktów.

## Publikacje siostrzane
- Forum Mleczarskie Biznes – kwartalnik, który dostarcza informacji biznesowych o branży mleczarskiej (producenci i dostawcy usług dla mleczarstwa). Koncentruje się na zagadnieniach innowacji, sytuacji na rynkach międzynarodowych, techniki i technologii w mleczarstwie. Po raz pierwszy ukazał się w 2008 roku.
- Forum Mleczarskie Praktyka – półrocznik, który dociera do personelu tradycyjnych stoisk serowych w sieciach handlowych i delikatesach. Dostarcza informacji na temat serów podpuszczkowych (żółtych, pleśniowych i twarogowych) oferowanych na działach otwartych. Koncentruje się na zagadnieniach aranżacji stoisk serowych, przygotowania produktów i sprzętu. Dostarcza wiedzy na temat asortymentu serowego z różnych stron świata, a także przechowywania i obchodzenia się z serami. Po raz pierwszy ukazał się w 2009 roku.
- Forum Mleczarskie Katalog – rocznik będący wykazem blisko 1000 aktualnych produktów nabiałowych i tłuszczów żółtych pochodzących od około 300 producentów, oferowanych w polskim handlu hurtowym i detalicznym. Ukazuje się od 2005 roku.

## Członkostwo
- Międzynarodowe Stowarzyszenie Reklamy w Polsce
- Izba Wydawców Prasy[7]

## Tytuły

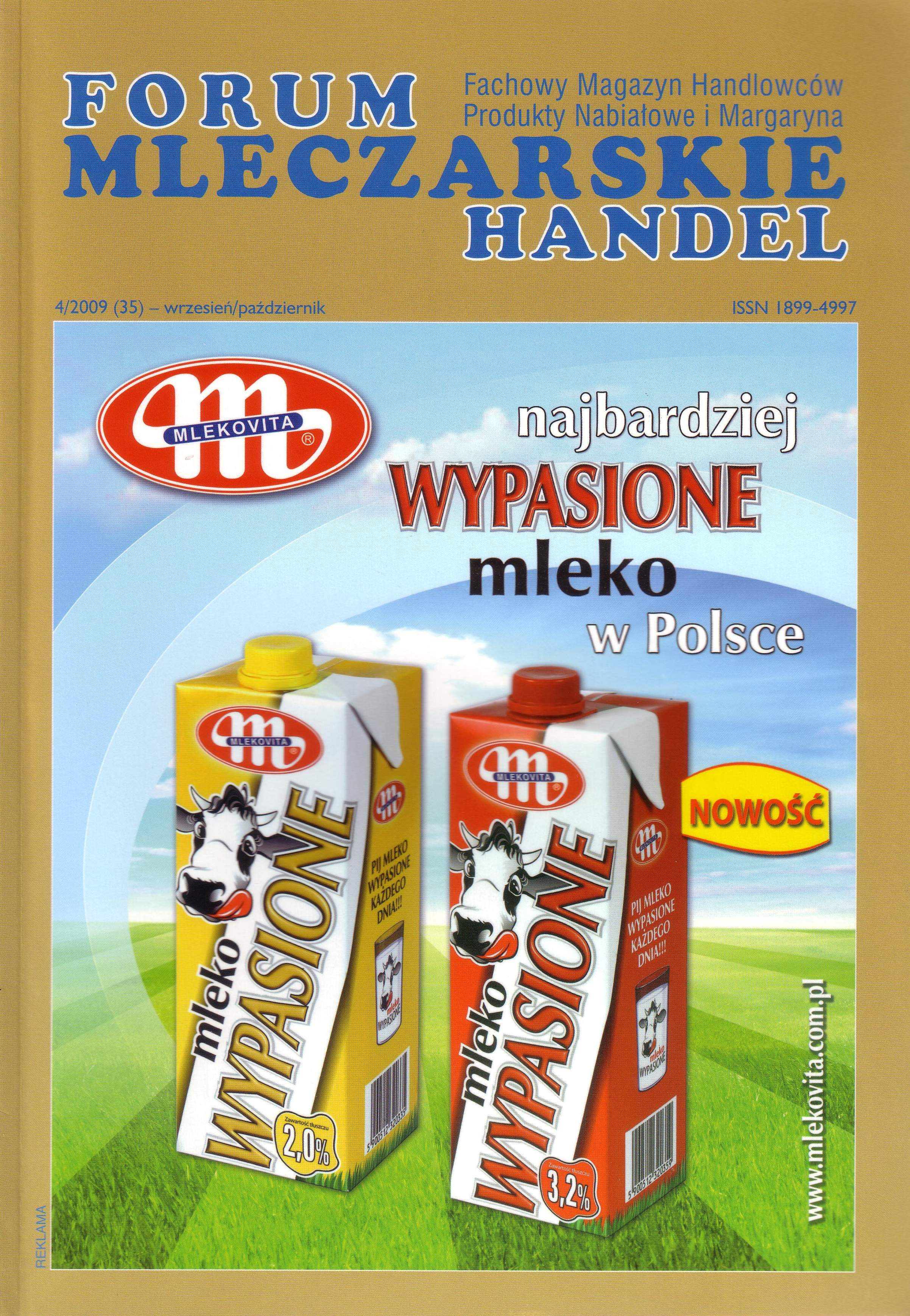
Forum Mleczarskie Handel
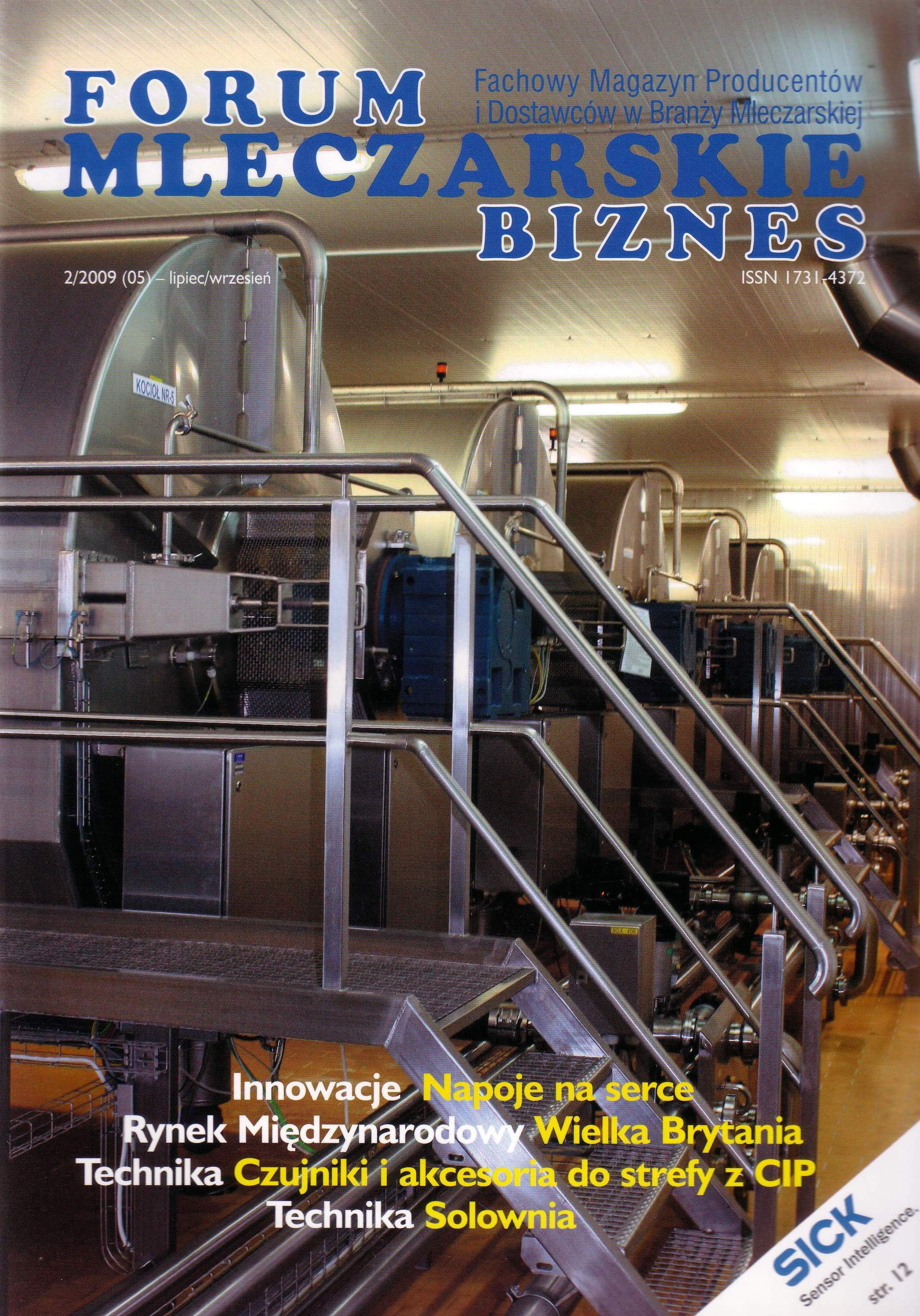
Forum Mleczarskie Biznes
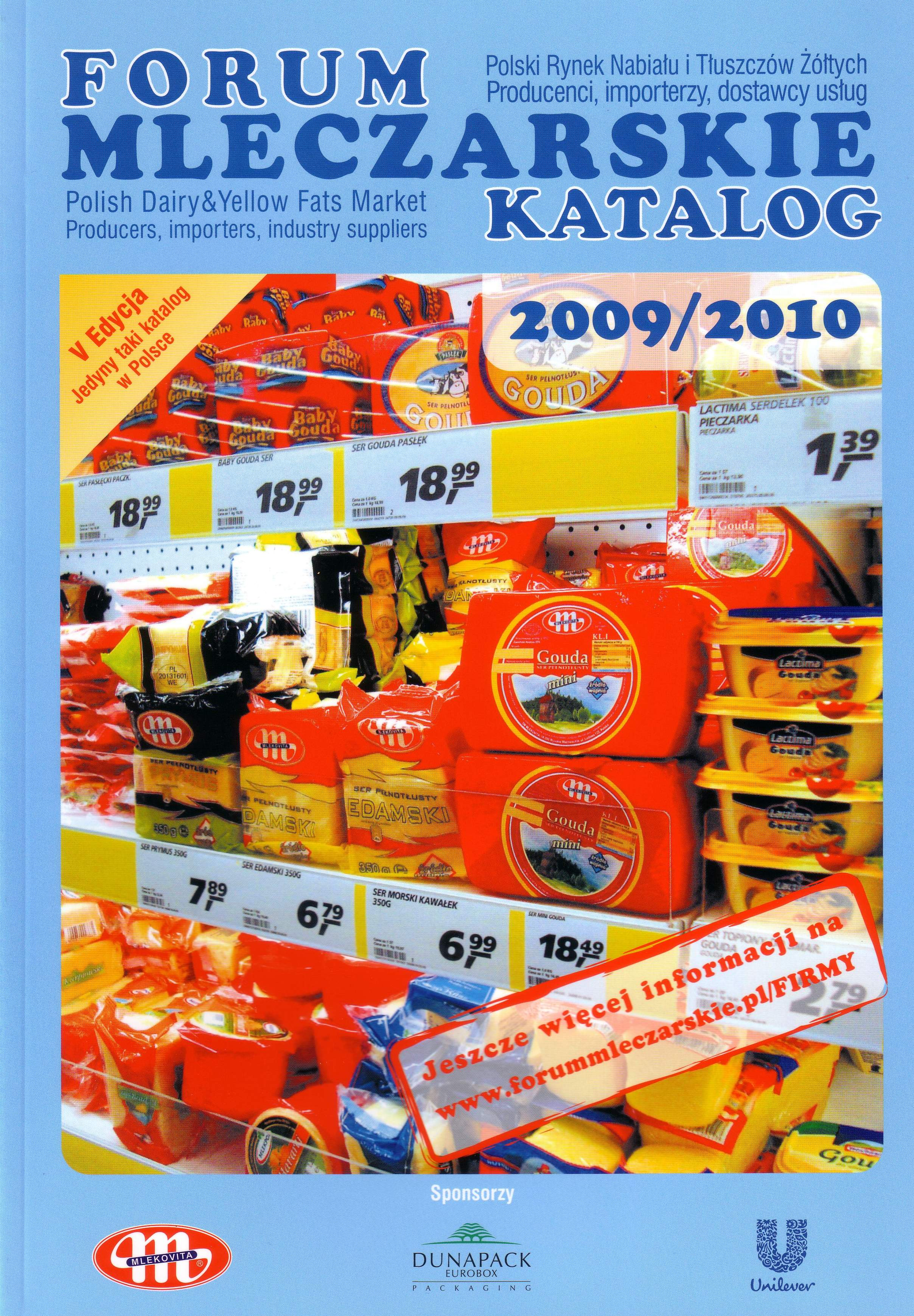
Forum Mleczarskie Katalog
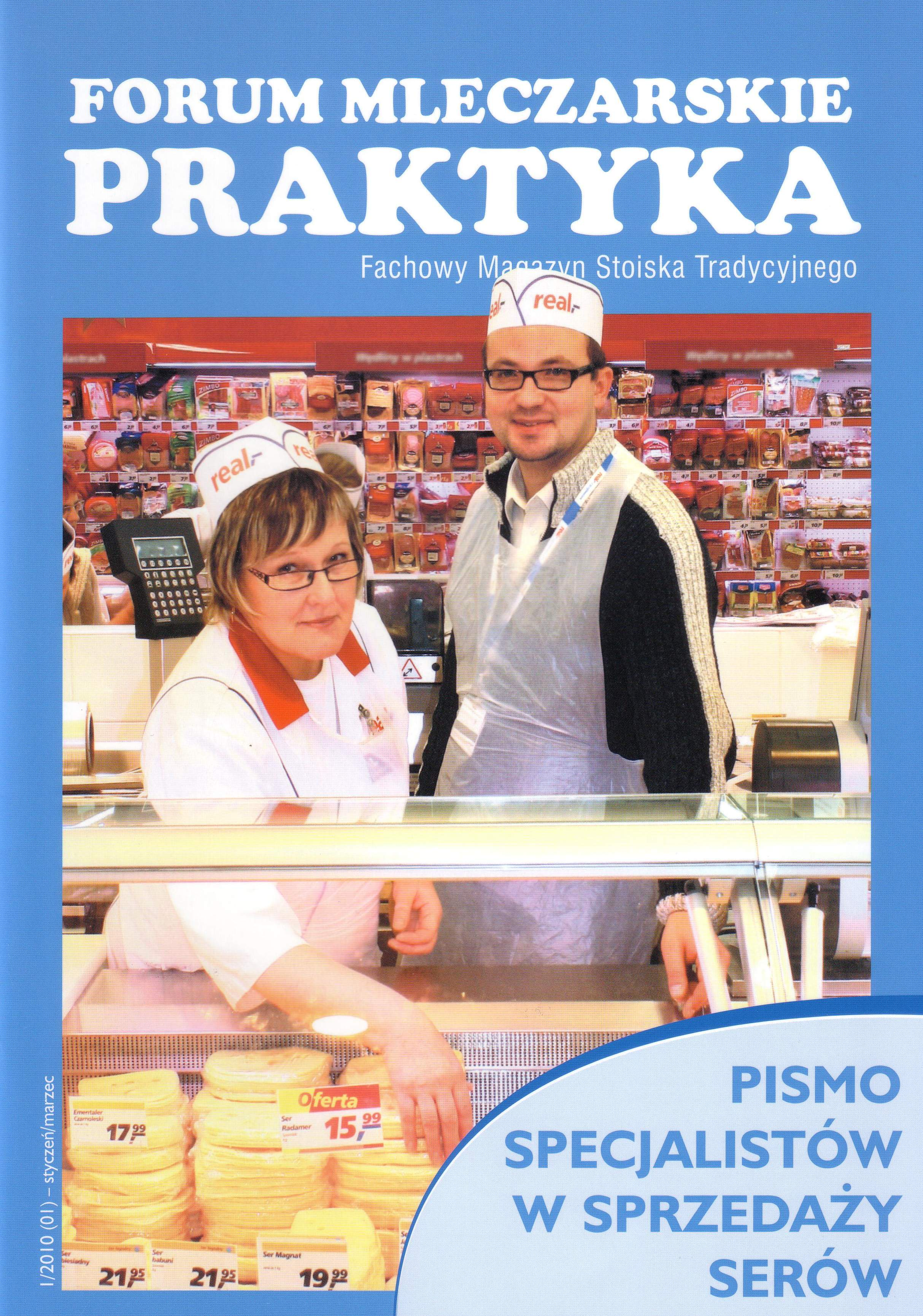
Forum Mleczarskie Praktyka